# David Thornton
David Thornton (Cheraw, South Carolina, 12 juni 1953) is een Amerikaans acteur. Hij is de echtgenoot van de Grammy Award-winnende zanger en songwriter Cyndi Lauper, met wie hij trouwde in 1991. Hun zoon Declyn Wallace Thornton werd geboren op 19 november 1997.

## Films en televisieseries
- Sessions (1983) (TV) ... Marc
- Miami Vice: Rites of Passage (1985) TV deel ... Lile
- Tales from the Darkside: The Circus (1986) TV deel ... Weerwolf
- Crime Story: Femme Fatale (1988) TV deel ... Thalberg
- Java Burn (1988) ... Lomax
- Ask Me Again (1989) (TV) ... Nelsons vriend
- Off and Running (1991) ... Reese
- Men of Respect (1991) ... Philly Como
- Blind Spot (1993/I) (TV) ... Frank
- The Cosby Mysteries : The Lottery Winner Murders (1994) TV deel
- Mrs. Parker and the Vicious Circle (1994) ... George S. Kaufman
- New York News : New York News (1995) TV deel
- Jeffrey (1995) ... Man #3
- Search and Destroy (1995) ... Rob
- New York Undercover : The Shooter (1995) TV deel ... Alan Warwick
- Breathing Room (1996) ... Brian
- Unhook the Stars (1996) ... Frankie Warren
- If Lucy Fell (1996) ... Ted
- Ripper (1996) (VG) ... Twig
- Law & Order:
  - "Family Business" (1996) TV deel ... Paul Medici
  - "Untitled" (2000) TV Episode ... Paul Radford
  - "True Crime" (2002) TV Episode ... Jeremy Cook
  - "Sects" (2005) TV Episode ... Lionel Granger
- Home Alone 3 (1997) ... Earl Unger
- The Real Blonde (1997) ... Alex
- Office Killer (1997) ... Gary Michaels
- She's so Lovely (1997) ... Saul Sunday
- A Civil Action (1998) ... Richard Aufiero
- The Last Days of Disco (1998) ... Bernie Rafferty
- Illuminata (1998) ... Orlandini
- Hush (1998) ... Gavin
- High Art (1998) ... Harry
- Too Tired to Die (1998) ... Lulu
- The $treet: "Closet Cases" (2000) TV deel ... Carl Kettner
- Blessed Art Thou (2000) ... Elmo
- Blue Moon (2000) ... Franks vader
- Dead Dog (2000) ... Stevenson Nagel
- The Girl Under the Waves (2001)
- Swept Away (2002) ... Michael
- Law & Order: Criminal Intent: "Maledictus" (2002) TV deel ... Kenny Strick
- Garmento (2002) ... Ronnie Grossman
- John Q (2002) ... Jimmy Palumbo
- XX/XY (2002) ... Miles
- For Earth Below (2002) ... Ron
- Private Property (2002) ... Sam
- 100 Mile Rule (2002) ... Jerry
- Prologue (2003)
- Law & Order: Special Victims Unit:
  - "Loss" (2003) TV Episode ... Lionel Granger
  - "Control" (2003) TV Episode ... Lionel Granger
  - "Mean" (2004) TV Episode ... Lionel Granger
  - "Night" (2005) TV Episode ... Lionel Granger
  - "Infected" (2006) TV Episode ... Lionel Granger
  - "Fat" (2006) TV Episode ... Lionel Granger
  - "Haystack" (2007) TV Episode ... Lionel Granger
  - "Babes" (2008) TV Episode ... Lionel Granger
  - "Lead" (2009) TV Episode ... Lionel Granger
  - "Quickie" (2010) TV Episode ... Lionel Granger
- The Notebook (2004) ... John Hamilton
- Noise (2004) ... Elliot
- The Warrior Class (2004) ... Sancerre
- Life on the Ledge (2005) ... Mr. Eddy
- Romance & Cigarettes (2005) ... The Urologist/Additional Voices
- Alpha Dog (2006) ... Butch Mazursky
- Here and There (Tamo i ovde) (2009) ... Robert
- My Sister's Keeper (2009) ... Doctor Chance